# Josh Sussman
Josh Sussman (* 30. prosince 1983) je americký herec. Jeho nejznámější role jsou Hugh Nornous v seriálu Kouzelníci z Waverly a Jacob Ben Israel v Glee.

## Životopis
Josh vyrostl v městě Teaneck v New Jersey. Dva roky studoval herectví na škole pro film a televizi v New Yorku.

## Filmografie
- Rybičky (2011) - Randy Pincherson
- Warren the Ape (2010–současnost) - Cecil Greenblatt
- Glee (2009–současnost) - Jacob Ben Israel
- Tak se měj (2009) - Jungle Journalist #2
- Kouzelníci z Waverly (2008–2009) - Hugh Normous (6 epizod)
- Sběratelé kostí (2009) - Afro Geek (1 epizoda)
- Sonny ve velkém světě (2009) - Mailman (1 epizoda)
- The Juggler (2009) - The Pick-Up Artist
- The Evening Journey (2008) - Pale Faced Boy
- Sladký život Zacka a Codyho (2007) - Copy Guy (1 epizoda)
- What About Brian (2007) - Ben (3 epizody)
- The Tonight Show with Jay Leno (2007) - Brian, American Idol Spoof (1 epizoda)
- Zip (2007) - Martin
- My Crazy Life (2005) - Derek, Tom Green's Best Buddy (1 epizoda)
- Drake & Josh (2004–2007) - Clayton (2 epizody)